# Aghori

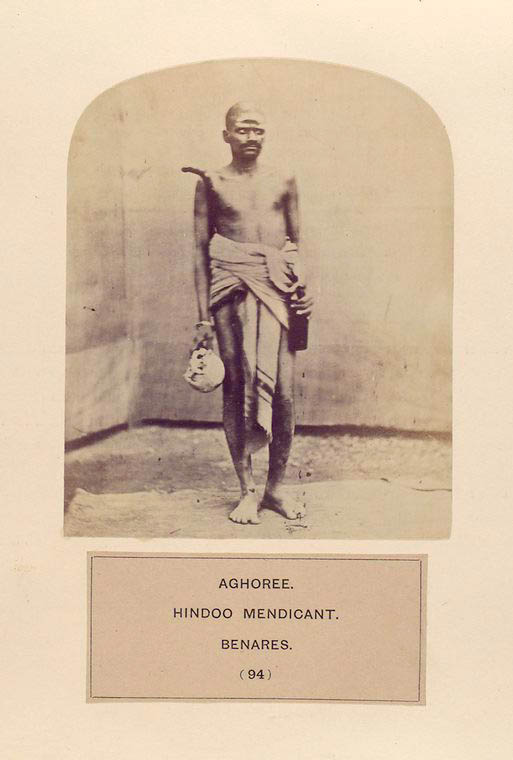
Mendicante aghori.

Aghori é uma seita tântrica da mão esquerda (Vamachara ou "Caminho da Mão Esquerda"), surgida no período medieval indiano.
Esta seita se estabeleceu no século XIV baseava seus princípios nos textos tântricos de ordem ascética de Kapalika. Seus seguidores conhecidos como Aghori panthis, foram considerados depreciativos por suas praticas excêntricas, tais como usar crânios humanos como taças e usa-las em rituais em crematórios, comer e beber excrementos, comer carne humana em decomposição, e meditar sentados em cadáveres. 